# Fındıklı (Pozantı)
Fındıklı ist ein Ortsteil (Mahalle) im Landkreis Pozantı der türkischen Provinz Adana mit 437 Einwohnern (Stand: Ende 2024). 2011 zählte der Ort 380 Einwohner.